# Hareidlandet
Hareidlandet ist eine Insel in der westnorwegischen Fylke (Provinz) Møre og Romsdal. Sie gehört verwaltungstechnisch zu den Gemeinden Hareid und Ulstein.

## Geographie
Mit einer Fläche von 166 km² ist Hareidlandet die größte Insel der Region Sunnmøre. Höchste Punkte sind der Berg Blåtinden mit 697 moh. in Ulstein und das 668 moh. hohe Melshornet in Hareid. Größter See der Insel ist das Snipsøyrvatnet. Die größten Ortschaften sind Ulsteinvik, Hareid, Brandal, Hjørungavåg, Eiksund und Flø.

## Verkehr
Hareidlandet hat eine Brückenverbindung über die Dragsundbrua mit der Nachbarinseln Gurskøya. Aus Richtung Ålesund ist die Insel mit der Fähre Sulasund - Hareid zu erreichen. Es besteht auch eine Schnellbootverbindung von Hareid über die Insel Valderøya zum Flughafen Ålesund auf der Insel Vigra und nach Ålesund. Seit der Eröffnung des Eiksundtunnels (Eiksundsamband) ist Hareidlandet auch ohne Fähre vom Festland aus zu erreichen.

## Wirtschaft
Ulsteinvik ist als Handelszentrum und mit seiner Werftindustrie die wichtigste Ortschaft von Hareidlandet.

## Historie
Bekannt ist Hareidlandet auch für die Schlacht bei Hjørungavåg um das Jahr 968.

## Museen
- Eismeermuseum Aarvak in Brandal